# Liste der Kulturgüter in Möriken-Wildegg
Die Liste der Kulturgüter in Möriken-Wildegg enthält alle Objekte in der Gemeinde Möriken-Wildegg im Kanton Aargau, die gemäss der Haager Konvention zum Schutz von Kulturgut bei bewaffneten Konflikten, dem Bundesgesetz vom 20. Juni 2014 über den Schutz der Kulturgüter bei bewaffneten Konflikten sowie der Verordnung vom 29. Oktober 2014 über den Schutz der Kulturgüter bei bewaffneten Konflikten unter Schutz stehen.
Objekte der Kategorien A und B sind vollständig in der Liste enthalten, Objekte der Kategorie C fehlen zurzeit (Stand: 1. Januar 2023). Unter übrige Baudenkmäler sind weitere geschützte Objekte zu finden, die in der Bau- und Nutzungsordnung der Gemeinde verzeichnet und nicht bereits in der Liste der Kulturgüter enthalten sind.

## Kulturgüter
| Foto | | Objekt                                                   | Kat. | Typ | Standort                             | Beschreibung |
| ---- | --- | -------------------------------------------------------- | ---- | --- | ------------------------------------ | --- |
| ja   | Datei hochladen · Wikidata zu Kestenberg, bronze- und eisenzeitliche Höhensiedlung (Q19362364)                                             | Kestenberg, bronzezeitliche Höhensiedlung KGS-Nr.: 00188 | A    | F   | 657530 / 252870                      | Bronzezeitliche Höhensiedlung aus der Zeit um 1200 bis 800 v. Chr., von 1950 bis 1953 ausgegraben. Zahlreiche Funde aus Bronze und Keramik.                                                                                                |
| ja   | Datei hochladen · Wikidata zu Schloss Wildegg (Q1542265)                                                                                   | Schloss Wildegg KGS-Nr.: 00189                           | A    | G   | Effingerweg 5, 6, 8 655229 / 252474  | Schloss oberhalb des Dorfes, am Ende eines felsigen Ausläufers des Chestenbergs. Besteht im Kern aus einer gut erhaltenen Burg aus dem späten 12. Jahrhundert mit Bergfried und Palas, im 17. Jahrhundert im Barockstil um- und ausgebaut. |
| ja   | Datei hochladen · Wikidata zu Sammlung von Schloss Wildegg (Q105707406)                                                                    | Schloss Wildegg (Sammlung) KGS-Nr.: 08605                | A    | S   | Effingerweg 8 655229 / 252474        | Die Museumsräumlichkeiten im Schloss Wildegg sind Teil des Schweizerischen Nationalmuseums. |
| ja   | Datei hochladen · Wikidata zu Katholische Kirche St. Antonius (Q19362363)                                                                  | Katholische Kirche St. Antonius KGS-Nr.: 09732           | A    | G   | Strohegg 2.1 655281 / 251923         | 1968/69 von Justus Dahinden gebautes Kirchengebäude an prominenter Lage an einer Hangkante, gehört mit ihrer ungewöhnlichen Rundzeltarchitektur zu den bedeutendsten Bauzeugen der Schweizer Nachkriegsmoderne.                            |
| BW   | Datei hochladen · Wikidata zu Gasthof Bären (Q19362362)                                                                                    | Gasthof Bären KGS-Nr.: 09878                             | A    | G   | Bruggerstrasse 19 655018 / 252139    | 1692 erbautes Landgasthaus im barocken Stil. Behäbiger Mauerbau unter Gerschilddach mit geschnitzten Bügen; an der Südwestseite doppelläufige Freitreppe.                                                                                  |
| ja   | Datei hochladen · Wikidata zu Hellmühle (Q29580109)                                                                                        | Hellmühle KGS-Nr.: 09879                                 | B    | G   | Bruggerstrasse 17 654984 / 252133    | 1690 erbaute Mühle im barocken Stil. Gemauerter Giebelbau mit Rundbogenportal und geschnitzten Dachbügen. |
| ja   | Datei hochladen · Wikidata zu Manufaktur Laué (Q29580114)                                                                                  | Manufaktur Laué KGS-Nr.: 09880                           | B    | G   | Hornimattstrasse 28 655114 / 252044  | 1790 erbautes Manufakturgebäude; eines der letzten erhaltenen Beispiele einer weitgehend original erhaltenen Baumwolldruckerei des späten 18. Jahrhunderts. Lang gestreckter dreigeschossiger Mauerbau mit Walmdach.                       |
| BW   | Datei hochladen · Wikidata zu Rilliet-Laué-Gut (Q29580116)                                                                                 | Rilliet-Laué-Gut KGS-Nr.: 09881                          | B    | G   | Hellgasse 2–4 655086 / 252129        | 1785 erbautes herrschaftliches Landhaus im klassizistischen Stil. Symmetrisch angelegter zweigeschossiger Rechteckbau unter Walmdach, umgeben von terrassierter Gartenanlage.                                                              |
| BW   | Datei hochladen · Wikidata zu Amslergut (Q29580102)                                                                                        | Amslergut KGS-Nr.: 15596                                 | B    | G   | Bruggerstrasse 24–28 655030 / 252238 | Grosses bürgerliches Landhaus aus dem späten 18. Jahrhundert. U-förmig um einen Hof angelegter Bau unter Satteldächern. |
| BW   | Datei hochladen · Wikidata zu Egishard (Q105707305)                                                                                        | Egishard, eisenzeitlicher Grabhügel KGS-Nr.: 15597       | B    | F   | Hauptstrasse 658190 / 251824         | Grabhügel unbekannter Zeitstellung |
| BW   | Datei hochladen · Wikidata zu Ehemalige Kattundruckerei (Q29580104)                                                                        | Ehemalige Kattundruckerei KGS-Nr.: 15598                 | B    | G   | Hornimattstrasse 22 655141 / 251971  | 1826 erbautes dreiflügliges Manufakturgebäude im klassizistischen Stil mit fünfachsigem Mittelrisalit unter Giebeldreieck. |
| ja   | Datei hochladen · Wikidata zu Haus Laué und Gartenpavillons (Q29580107)                                                                    | Haus Laué und Gartenpavillons KGS-Nr.: 15599             | B    | G   | Bruggerstrasse 18 655037 / 252064    | 1790 erbaute herrschaftliche Fabrikantenvilla mit zwei Geschossen. Mansarddachgeschoss mit flachgiebligen Lukarnen, an der Strasse zwei symmetrisch vorgesetzte Eckpavillons.                                                              |
| BW   | Datei hochladen · Wikidata zu Isler-Haus (Q29580111)                                                                                       | Isler-Haus KGS-Nr.: 15600                                | B    | G   | Hellgasse 1 655142 / 252199          | 1825 erbaute repräsentative Villa mit rückwärtigem Hof. |
| BW   | Datei hochladen · Wikidata zu Schulanlage Hellmatt (10 Klassenzimmerpavillons, Turnhalle, Bezirksschulhaus, Mehrzweckgebäude) (Q115851014) | Schulanlage Hellmatt KGS-Nr.: 16894                      | B    | G   | Paradiesweg 4–6 655319 / 252060      | Zehn Klassenzimmerpavillons, Turnhalle, Bezirksschulhaus und Mehrzweckgebäude. |

## Übrige Baudenkmäler
| ID         | Foto |                                                             | Objekt                                           | Typ | Standort                                        | Beschreibung |
| ---------- | ---- | ----------------------------------------------------------- | ------------------------------------------------ | --- | ----------------------------------------------- | ------------ |
| SAK-MWI003 | ja   | Datei hochladen · Wikidata zu Reformierte Kirche (Q1692446) | Reformierte Pfarrkirche (1949-1950)              | G   | Oberdorfweg 3a.1 656003 / 251769                |              |
| MWI909     | BW   | Datei hochladen                                             | Ehemalige Villa Isler, Alterszentrum Chestenberg | G   | Bruggerstrasse 13 654969 / 252047               |              |
| MWI910     | BW   | Datei hochladen                                             | Villa Fischer                                    | G   | Bruggerstrasse 15 654962 / 252104               |              |
| MWI922     | BW   | Datei hochladen                                             | Gemeindetrotte (1873)                            | G   | Zehntengasse 14 656094 / 252134                 |              |
|            | BW   | Datei hochladen                                             | Brunnen                                          | K   | Bruggerstrasse 654998 / 252190                  |              |
|            | BW   | Datei hochladen                                             | Brunnen bei der Jodquelle                        | K   | Bruggerstrasse/Hellgasse 655058 / 252151        |              |
| MWI924A    | BW   | Datei hochladen                                             | Dorfbrunnen                                      | K   | Dorfstrasse/Bruneggerstrasse 656162 / 251967    |              |
| MWI924B    | BW   | Datei hochladen                                             | Oberdorfbrunnen                                  | G   | Oberdorfweg/Othmarsingerstrasse 656312 / 251518 |              |

Legende: Siehe Legende der Liste der Kulturgüter von nationaler und regionaler Bedeutung. Anstelle der KGS-Nummer wird als Objekt-Identifikator (ID) die Inventar- oder Gebäudenummer in der Bau- und Nutzungsordnung der Gemeinde verwendet.